# Sainte-Croix-sur-Buchy
Sainte-Croix-sur-Buchy è un comune francese di 685 abitanti situato nel dipartimento della Senna Marittima nella regione della Normandia.

## Società

### Evoluzione demografica
Abitanti censiti